# Mattias Adelstam
Mattias Adelstam (* 7. März 1982) ist ein schwedischer Fußballspieler. Der Stürmer war Torschützenkönig der Superettan in der Zweitliga-Spielzeit 2009.

## Werdegang
Adelstam entstammt der Jugend des Malmöer Klubs BK Olympic, 1996 schloss er sich dem Ängelholms FF. Als dieser als Aufsteiger in der Zweitliga-Spielzeit 2002 in der Superettan antrat, gehörte er zwar zum Kader, blieb aber im gesamten Saisonverlauf ohne Spieleinsatz in der Liga. Ohne sein Mitwirken stieg der Verein als Tabellenvorletzter direkt wieder ab. Anschließend verließ er den Klub und schloss sich dem Viertligisten Helsingborgs Södra BIS an. Am Ende der Spielzeit 2004 stieg er mit dem Verein in die Drittklassigkeit auf, wo er als Tabellensiebter Opfer einer Ligareform wurde.
Adelstam hatte jedoch überzeugt und schloss sich dem Ligakonkurrenten Bunkeflo IF an. Hier spielte er in der ersten Halbserie, als sich der Verein im vorderen Tabellendrittel festsetzte. Im Sommer verließ er jedoch die Mannschaft auf Leihbasis und lief bis zum Saisonende für den Ligarivalen IFK Hässleholm auf. Während er mit diesem den Klassenerhalt verpasste, stieg sein Hauptverein als Tabellenzweiter in die Superettan auf.
Anfang 2007 kehrte Adelstam zu Ängelholms FF zurück und blieb damit in der dritten Liga. Mit 23 Toren in 26 Spielen trug er maßgeblich dazu bei, dass am Ende der Drittliga-Spielzeit 2007 die Mannschaft über die Relegationsspiele in die Superettan aufsteigen konnte. Anfangs dort nur Ergänzungsspieler etablierte er sich im Verlauf der Zweitliga-Spielzeit 2008 in der Stammformation und gehörte mit neun Saisontoren neben Pär Hansson, Jakob Augustsson und Emil Salomonsson zu einem der Leistungsträger, die den Aufsteiger auf den fünften Tabellenplatz führten. In der folgenden Saison bestritt er alle 30 Saisonspiele und krönte sich mit 19 Saisontoren gemeinsam mit Marcus Ekenberg zum Torschützenkönig der zweiten Liga. Damit hatte er höherklassig auf sich aufmerksam gemacht, im Januar wechselte er zu Trelleborgs FF in die Allsvenskan, wo er einen Drei-Jahres-Vertrag unterzeichnete. Bei seinem neuen Klub konnte er nicht an seine Erfolge anknüpfen. Im Laufe der Spielzeit 2011 verlor er seinen Stammplatz und nachdem er nur zwei Saisontore erzielt hatte, stieg er mit dem Verein an der Seite von Peter Abelsson, Kristian Haynes, Marcus Pode und Viktor Noring am Saisonende ab. In der ersten Saisonhälfte war er zwar wiederum Stammspieler, in der Sommertransferperiode wechselte er zum 1. August innerhalb der Superettan zum Stockholmer Klub Hammarby IF.